# خيرمان ميرا
خيرمان ميرا (بالإسبانية: Germán Mera) هو لاعب كرة قدم كولومبي في مركز الدفاع، ولد في 5 مارس 1990 في مدينة كالي في كولومبيا. لعب مع أتليتيكو بوكارامانغا وديبورتيفو باستو وديبورتيفو كالي وكولورادو رابيدز.

## وصلات خارجية
- خيرمان ميرا على موقع الدوري الأمريكي (الإنجليزية)
- خيرمان ميرا على موقع قاعدة بيانات كرة القدم.إي يو (الإنجليزية)
- خيرمان ميرا على موقع Soccerway.com (الإنجليزية)
- خيرمان ميرا على موقع AS.com (الإسبانية)